# John S. Conway
John Seymour Conway (31 dicembre 1929 – 23 giugno 2017) è stato uno storico inglese naturalizzato canadese.
Noto per essere stato professore emerito di storia presso l'Università della British Columbia, dove ha insegnato per quasi 40 anni. Il suo lavoro si è concentrato sul ruolo del Vaticano e delle chiese tedesche durante l'Olocausto, sulle relazioni cristiano-ebraiche del XX secolo e sull'Olocausto in Ungheria e Slovacchia.
Autore dello studio The Nazi Persecution of the Churches 1933–1945 (1968), Conway è stato uno dei fondatori, nel 1970, della Conferenza degli studiosi sulle lotte della Chiesa e l'Olocausto. È stato insignito della medaglia del Giubileo d'argento della Regina d'Inghilterra Elisabetta II nel 1977.

## Vita e formazione
Conway nasce a Londra nel 1929 da una famiglia con elevata istruzione per l'epoca: la madre Elsie Conway è biologa marina, laureata all'Università di Glasgow, il padre Cambridge, il nonno paterno era classicista Robert Seymour Conway.
Dopo aver frequentato la Sedbergh School, una scuola indipendente in Cumbria, Conway si arruolò nell'esercito britannico nel 1948 come coscritto, lavorando per l'intelligence in Austria. Dopo che gli fu permesso di lasciare l'esercito con sei mesi di anticipo per poter proseguire gli studi, iniziò a insegnare letteratura inglese al St John's College di Cambridge, prima di passare all'insegnamento della storia. Completato sia il suo BA che il dottorato di ricerca alla St John's.

## Carriera accademica
Nel 1955 Conway si trasferì in Canada e insegnò relazioni internazionali all'Università di Manitoba. Nel 1957 Conway entrò nel dipartimento di storia dell'Università della British Columbia (UBC), insegnando storia europea moderna e relazioni internazionali. Il suo ampio volumeThe Nazi Persecution of the Churches 1933–1945 fu pubblicato nel 1968 a Londra da Weidenfeld & Nicolson. Il libro esaminava la posizione di diverse chiese cristiane durante il Terzo Reich, tra cui la chiesa cattolica, metodista, battista e i testimoni di Geova. Conway scrisse anche articoli sul ruolo del governo e delle organizzazioni ebraiche durante l'Olocausto in Ungheria e in Slovacchia, nonché su Rudolf Vrba, fuggitivo da Auschwitz. Sul ruolo delle chiese, ha scritto:
(John S. Conway, Perspectives on the Holocaust, cap. German Protestant Responses to Nazi Persecution of the Jews)
Dopo aver trascorso quasi 40 anni alla UBC, è stato nominato professore emerito quando andò in pensione nel 1995. Nel 1998 è diventato Smallman Distinguished Visiting Professor presso il Dipartimento di Storia dell'Università dell'Ontario Occidentale. Ha fatto parte del comitato editoriale della Kirchliche Zeitgeschichte e del Journal of Holocaust and Genocide Studies; dal 1995 è stato anche direttore dell'Association of Contemporary Church Historians e redattore del loro notiziario. Nel 1993 tenne una conferenza allo Yad Vashem a Gerusalemme.
Conway era un membro del Comitato di collegamento per i rifugiati della diocesi anglicana di New Westminster. Nel campus dell'UBC, è stato a lungo associato allo Student Christian Movement e al World University Service of Canada (WUSC), per il quale ha agito per molti anni come consulente di facoltà. Era un membro della parrocchia anglicana di St James, Vancouver.